# Okoban
Okoban — швейцарская компания. Полное наименование — Okoban SA. Штаб-квартира компании расположена в Женеве.
Okoban — это первая и единственная на данный момент бесплатная для пользователей система поиска и регистрации найденных и утерянных вещей.
Okoban не производит и не продаёт какие-либо товары, однако поддерживает и развивает собственную систему в интересах авиакомпаний, аэропортов, служб транспортной безопасности и других профессиональных пользователей, а также партнёров из сферы производства багажа и аксессуаров для путешествий.
Okoban — это дочерняя компания Travel Sentry, компании, разрабатывающей и внедряющей стандарты в области пассажирских перевозок.
Система Okoban разрабатывалась и поддерживается совместно с Международной Ассоциацией Воздушного Транспорта, Международным Обществом Авиационных Телекоммуникаций и TSA. Система Okoban интегрирована в информационно-поисковую систему багажа авиапассажиров WorldTracer, используемую большинством авиакомпаний и аэропортов мира.

## История
Концепт системы Okoban был разработан я Японии, но в настоящее время этот сервис доступен во всем мире на разных языках.
В Японии существует традиционная культура уважения к чужим вещам. При этом, центром работы по возврату утерянных вещей является «кобан» — небольшой полицейский участок, который имеется в каждом квартале любого населённого пункта. Приставка «о» в японском языке выражает уважительное отношение. Таким образом, «о-кобан» — это своего рода дань уважения этому японскому общественному институту.
Впервые стандарты Okoban стали использоваться японским производителем багажа Sunco Luggage в 2009 году. Система Okoban в настоящее время широко известна и используется в Японии, США и некоторых странах Европы.
C конца 2012 года система Okoban адаптируется для использования в России. В феврале 2013 года в России начинает работу официальный представитель системы Okoban — Fancy Armor Rus, и в мае происходит запуск русскоязычной версии сайта системы Okoban.

## Решаемые проблемы
Ежедневно сотни тысяч предметов багажа теряются в аэропортах, гостиницах, поездах, такси и других общественных местах. Из-за отсутствия возможности найти владельцев потерянных предметов большинство потерянных вещей никогда не возвращаются обратно. С помощью системы Okoban сотрудники транспортных организаций, чьей обязанностью является возврат утерянных вещей, могут легко вернуть утерянные вещи владельцам.
Основным предназначением системы Okoban является возврат вещей, утерянных во время авиаперелётов. В аэропортах ежегодно теряется более 30 миллионов сумок, из которых более 500 тысяч так никогда не возвращаются владельцам и утилизируются авиакомпаниями. Согласно Докладу о ситуации в сфере пассажирских перевозок от 2011 года, практически каждую секунду авиакомпании по всему миру теряют хотя бы один чемодан. Хотя большая часть багажа возвращается пассажирам, ежемесячно только в США 50 000 сумок утилизируется авиакомпаниями, поскольку невозможно установить их владельцев.
Проведённое в 2008 году организацией Ponemon Institute и компанией Dell исследование показало, что ежедневно не менее 16 000 ноутбуков остаются в зонах досмотра в крупнейших аэропортах США и Европы, причём большая часть ноутбуков утилизируется за невостребованностью. Процедуры работы с утерянными вещами в аэропортах предписывают, что утерянные вещи передаются в бюро находок, управляемые службой транспортной безопасности, аэропортом или авиакомпанией.
Стандарт Okoban позволяет учреждениям, которые в своей профессиональной деятельности регулярно сталкиваются с потерянными вещами, устанавливать владельцев утерянных вещей, соответственно, помогая восстановить недостающую связь между вещами и их владельцами.

## Стандарт Okoban
Стандарт Okoban состоит из трёх элементов:
1. двенадцатеричный Уникальный Идентификационный номер (UID-код) Okoban
2. символ Okoban в виде синего кристалла, который информирует профессиональных пользователей, что на утерянных вещах имеется UID-код Okoban.
3. уведомление для нашедшего: IF FOUND : OKOBAN.COM (русс. Если вы нашли: OKOBAN.COM)

Okoban издаёт UID-коды для производителей багажа или аксессуаров для путешествий. Эти коды наносятся различными способами на товары в процессе производства. UID-коды могут быть в виде лазерной гравировки, стикеров или бирок. Также коды Okoban продаются отдельно на стикерах или брелоках, которые можно прикрепить к личным вещам.

## Как работает система Okoban
Система Okoban использует двенадцатеричные Уникальные Идентификационные Номера (UID-коды), которые наносятся на те или иные товары в процессе производства. Владелец вещей, имеющих Уникальный Идентификационных Номер Okoban может бесплатно зарегистрировать неограниченное число Идентификационных Номеров в интернет-системе Okoban.
Чтобы пользоваться системой Okoban, пользователь должен предварительно зарегистрироваться на сайте сервиса Okoban. При регистрации в системе пользователь заполняет свои контактные данные, и при регистрации очередного Идентификационного Номера он привязывается к профилю пользователя в системе.
Идентификационные номера Okoban используются для регистрации багажа и различных ценных личных вещей, таких как паспорта, мобильные телефоны, ноутбуки, фотоаппараты и другие мелкие ценные вещи, которые подвержены риску утери в ходе путешествия.
Каждый, кто находит потерянную вещь с Идентификационным Номером Okoban, может ввести номер на сайте okoban.com, после чего владелец получает мгновенное уведомление с помощью электронной почты или смс-сообщения о том, где была найдена его вещь и каким образом её можно вернуть.
Система Okoban разработана для бюро находок, которые имеются практически во всех крупных учреждениях, таких как авиакомпании, аэропорты, службы транспортной безопасности, гостиницы, железные дороги, судоходные компании, университеты, школы, театры и других общественных местах. Система Okoban интегрирована в основную информационно-поисковую систему багажа авиапассажиров WorldTracer. Согласно информации IATA и SITA, совместно управляющих системой, WorldTracer используется более чем 440 авиакомпаниями более чем в 2200 аэропортах по всему миру. Сотрудники всех организаций, подключенных к системе WorldTracer имеют доступ к контактной информации пользователей, и могут легко найти владельца утерянных вещей. Когда багаж теряется в аэропорту или самолёте компании, использующей WorldTracer, сотрудники, ответственные за работу с утерянным багажом, вводят Идентификационный номер Okoban в WorldTracer, после чего система Okoban предоставляет информацию о владельцах утерянных вещей и информирует владельцев, где найдено их имущество и как его вернуть.